# Nora Mørk
Pour les articles homonymes, voir Mørk.
Nora Mørk, née le 5 avril 1991 à Oslo, est une handballeuse internationale norvégienne. Elle est actuellement l'une des meilleures arrière droite, étant régulièrement élue dans l'équipe-type des compétitions auxquelles elle participe.
Avec l'équipe nationale norvégienne, elle a remporté toutes les compétitions internationales majeures puisqu'elle est quintuple championne d'Europe, double championne du monde et une fois championne olympique. En club, elle a notamment remporté la Ligue des champions à six reprises.

## Biographie
Nora Mørk et sa sœur jumelle Thea Mørk commencent le handball à l'âge de six ans dans le club norvégien de Bækkelagets SK. Huit jours après ses seize ans, elle débute pour la première fois en équipe première. En 2007, elle rejoint l'équipe danoise d'Aalborg DH, avec qui elle prend part à la coupe de l'EHF. Après un mauvais début de saison, l'entraîneur norvégien du club, Leif Gautestad, est remercié ; peu de temps après, Nora Mørk quitte également le club et finit la saison 2007-2008 au Bækkelagets SK. L'année suivante, elle s'engage avec l'équipe norvégienne de Njård.
En septembre 2024, peu de temps après la reprise officielle de la saison en club, elle décide de mettre en pause sa carrière de handballeuse professionnelle avec effet immédiat. Fin octobre, elle annonce finalement être enceinte de son compagnon, le joueur suédois Jerry Tollbring.

## Palmarès

### Sélection nationale
Jeux olympiques
- médaillée de bronze aux Jeux olympiques de 2016 à Rio de Janeiro,  Brésil
- médaillée de bronze aux Jeux olympiques de 2020 à Tokyo,  Japon
- médaillée d'or aux Jeux olympiques de 2024 à Paris,  France

Championnat du monde
- vainqueur du championnat du monde 2015
- finaliste du championnat du monde 2017
- vainqueur du championnat du monde 2021[7]
- finaliste du championnat du monde 2023

Championnat d'Europe
- vainqueur du championnat d'Europe 2010
- vainqueur du championnat d'Europe 2014
- vainqueur du championnat d'Europe 2016
- vainqueur du championnat d'Europe 2020
- vainqueur du championnat d'Europe 2022

autres
- vainqueur du championnat du monde junior en 2010
- vainqueur du championnat d'Europe junior en 2009[8]

### Club
compétitions internationales
- Ligue des champions
  - vainqueur (6) en 2011[9] (avec Larvik HK), 2017, 2018, 2019 (avec Győri ETO KC) et 2021, 2022 (avec Vipers Kristiansand)
  - finaliste en 2013[10] (avec Larvik HK)

compétitions nationales
- vainqueur du championnat de Norvège en 2010, 2011, 2013, 2014, 2015, 2016 (avec Larvik HK), 2021, 2022 (avec Vipers Kristiansand)
- vainqueur de la coupe de Norvège en 2009, 2010, 2013, 2014, 2015 (avec Larvik HK), 2021, 2022 (avec Vipers Kristiansand)
- vainqueur du championnat de Hongrie en 2017, 2018 et 2019 (avec Győri ETO KC)
- vainqueur de la coupe de Hongrie en 2018 (avec Győri ETO KC)
- vainqueur de la Supercoupe de Roumanie en 2019 (avec CSM Bucarest)
- vainqueur du championnat du Danemark en 2023 et 2024 (avec Team Esbjerg)
- vainqueur de la coupe du Danemark en 2022, 2023 et 2024 (avec Team Esbjerg)

### Distinctions individuelles
compétitions en clubs
- élue meilleure arrière droite de la Ligue des champions (5) en 2015, 2016, 2017, 2021 et 2022
- élue meilleure joueuse du championnat de Norvège (3) en 2014, 2015, 2016
- élue meilleure arrière droite du championnat de Norvège (3) en 2014, 2015 et 2016
- élue meilleure ailière droite du championnat de Norvège (2) en 2010, 2011

compétitions en équipe nationale
- élue meilleure joueuse et meilleure arrière droite du championnat d'Europe junior en 2009[11]
- élue meilleure arrière droite du championnat d'Europe (3) en 2014, 2016 et 2020
- élue meilleure arrière droite du championnat du monde (3) en 2015, 2017, et 2021
- meilleure marqueuse des Jeux olympiques (2) : 2016 (62 buts), 2020 (52 buts)
- meilleure marqueuse du championnat d'Europe (3) : 2016 (53 buts), 2020 (52 buts), 2022 (50 buts)
- meilleure marqueuse du championnat du monde en 2017 (66 buts)